# Немиринцы (Ружинский район)
Неми́ринцы (укр. Немиринці) — село в Ружинском районе Житомирской области Украины.
Население — 772 человека (2001).

## Местный совет
Административный центр Немиринецкого сельского совета.
Адрес местного совета: 13643, Житомирская область, Ружинский р-н, с. Немиринцы, ул. Ленина, 40.

## История

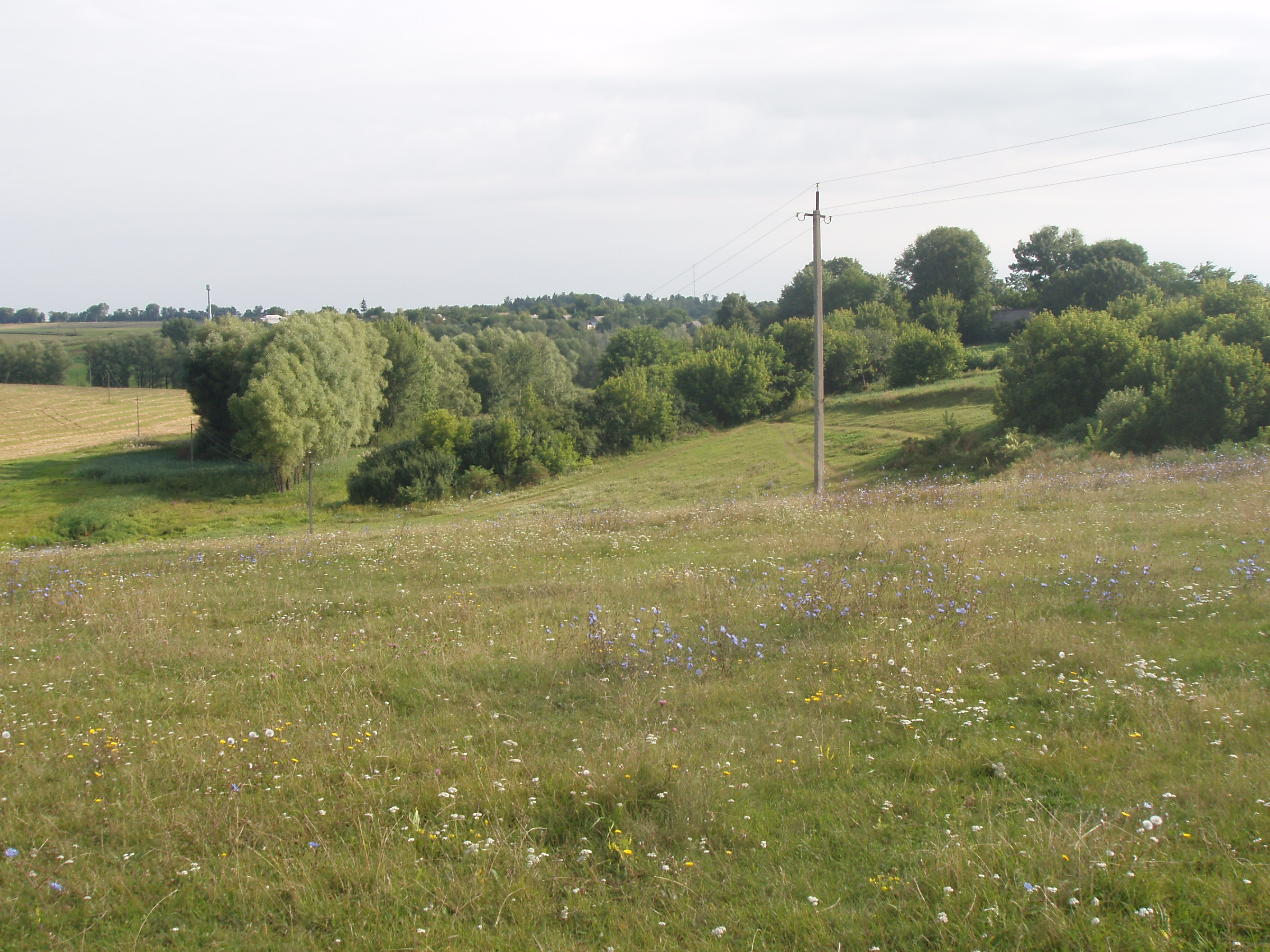
Ландшафт в окрестностях деревни

В 1556 году основано поселение Немиринцы.
1556—1569: в составе государства Великое княжество Литовское.
1569—1793: в составе государства Речь Посполитая (Киевское воеводство).
1793—1846: в составе государства Российская империя (Киевская губерния).
1846—1917: в составе государства Российская империя (Киевская губерния, Бердичевский уезд).
1917—1919: в составе УНР, УНРС, УНР, Украинская держава, УНР.
1919—1923: в составе УССР (Киевская губерния, Бердичевский уезд).
1923—1937: в составе СССР (УССР, Бердичевский округ).
1930—1937: в составе СССР (УССР, Киевская область, Ружинский район).
22.09.1937—1991: в составе СССР (УССР, Житомирская область, Ружинский район).
С 1991 года — в составе государства Украина (Житомирская область, Ружинский район).

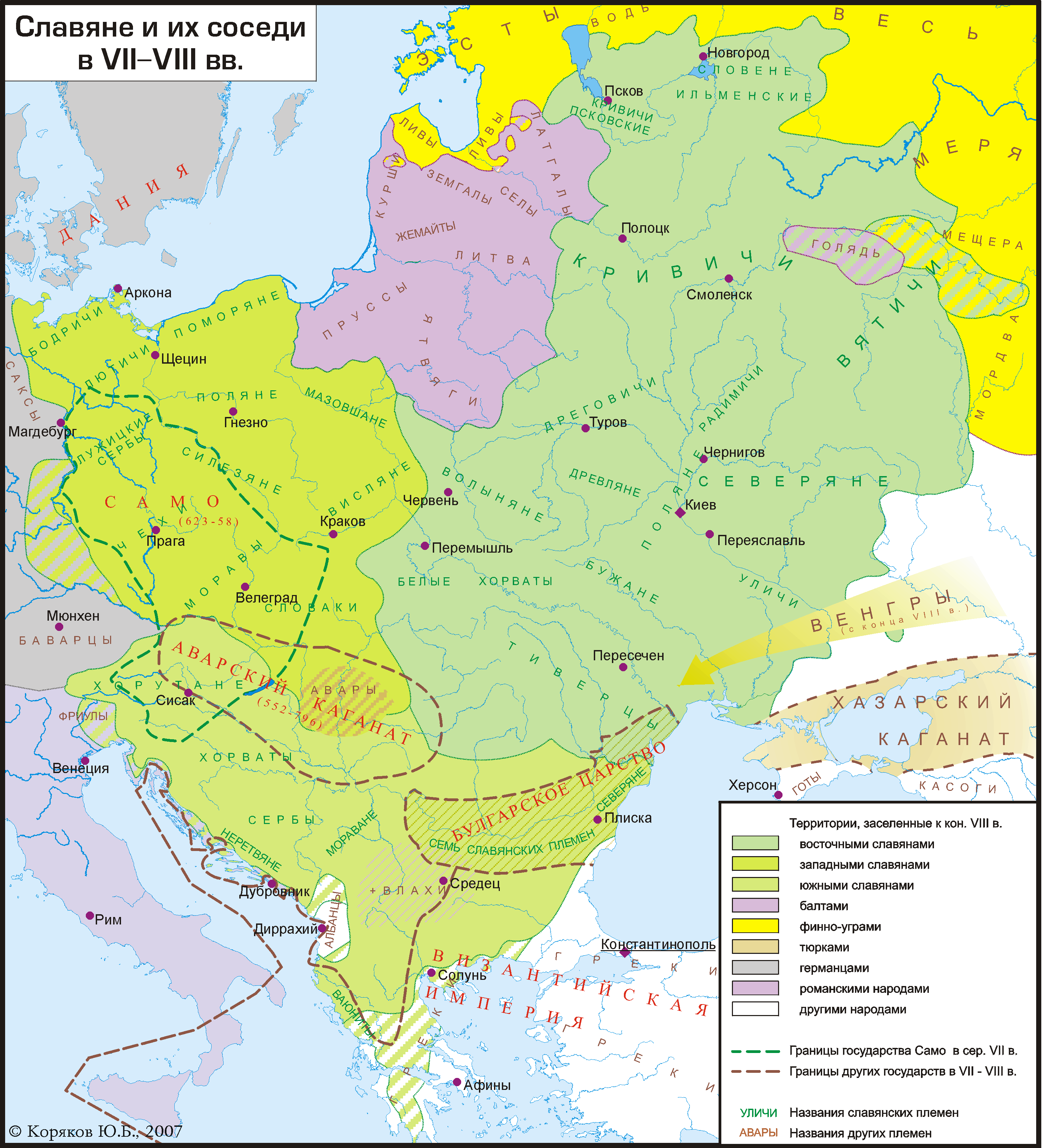
Карта расселения славян и их соседей на конец VIII века.

## Экономика
Выращивание сахарной свеклы, зерновых культур. На базе бывшего спиртзавода
организованы производственные мощности по производству галеновых медицинских препаратов (Галеновые препараты).

## Близлежащие населённые пункты
- Белая Церковь
- Сквира
- Ружин
- Белиловка
- Козятин
- Погребище
- Махарынци
- Бердичев
- Княжики

## Известные люди
- Барановский, Христофор Антонович (1874—1941) — финансист, член Генерального секретариата Центральной рады, министр финансов УНР.
- Ткачук, Лукьян Григорьевич (1902—1981).[1],[2],[3]
- Гриневецкие (польск. Hryniewiecki) — дворянский род белорусского происхождения, герба Пржегоня или Остоя. Последние собственники с. Немиринцы до революции 1917 года.
- Жебровский, Павел Иванович — украинский политик и государственный деятель. Председатель Донецкой областной военно-гражданской администрации.
- Жебровская Филя Ивановна — генеральный директор ПАО «Фармак».